# آندره‌آ پالادیو
آندرا پالادیو (به ایتالیایی: Andrea Palladio) (زاده ۳۰ نوامبر ۱۵۰۸ – درگذشته ۱۹ اوت ۱۵۸۰) معمار ایتالیایی فعال در جمهوری ونیز بود.
پالادیو که از معماری روم باستان و معماری یونان باستان و به خصوص ویتروویوس متأثر بود، عموماً تأثیرگذارترین فرد در تاریخ معماری شناخته می‌شود. اگرچه تمام ساختمان‌های طراحی شده توسط پالادیو در شمال ایتالیا قرار دارند، آموزه‌هایش در قالب چهار کتاب معماری (به ایتالیایی: I Quattro Libri dell'Architettura) او را به شهرت رساند. شهر ویچنزا و ویلاهای ونتوی پالادیو از جمله آثار ثبت شده در یونسکو هستند.

## نگارخانه

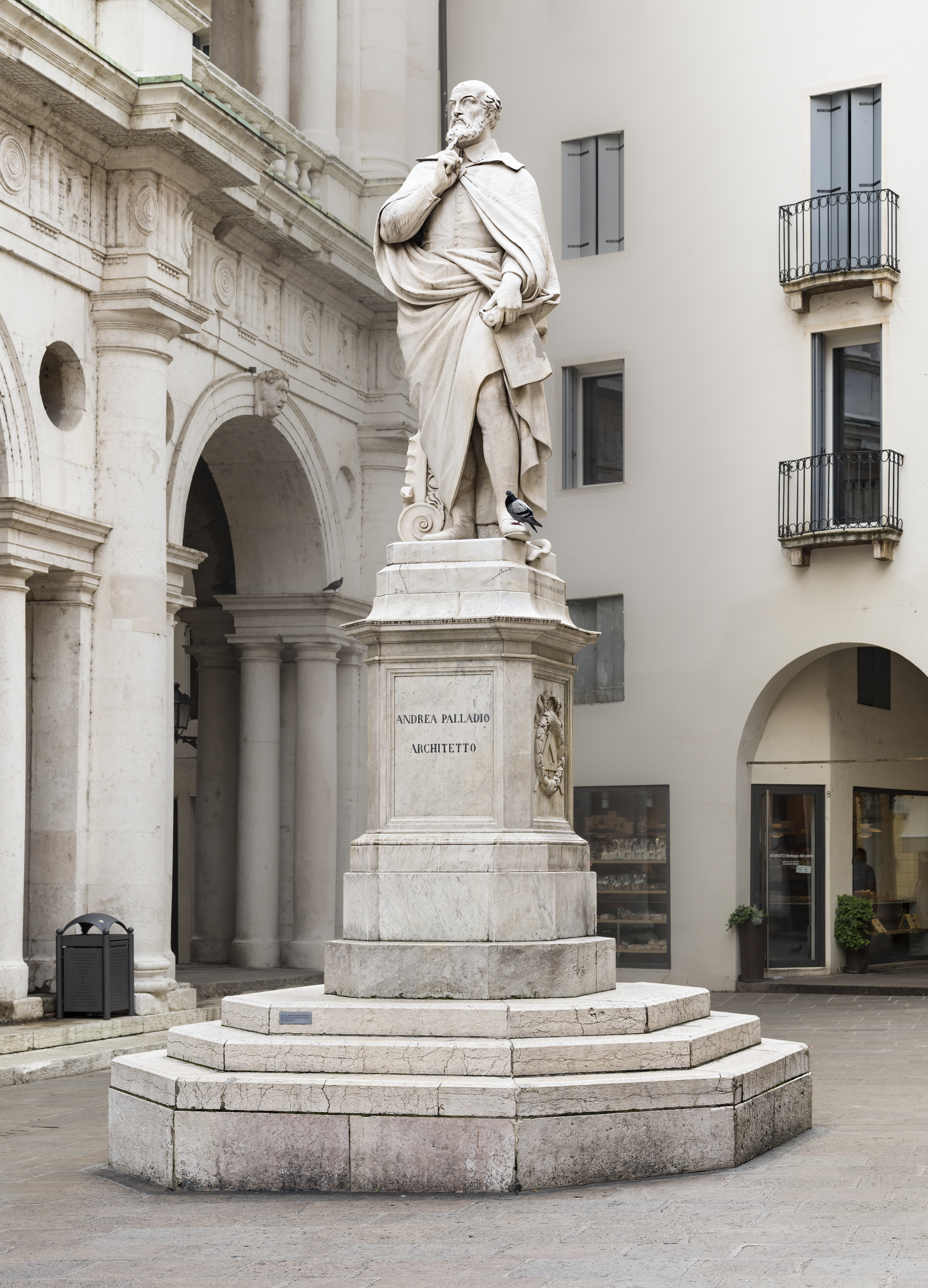
Andrea Palladio
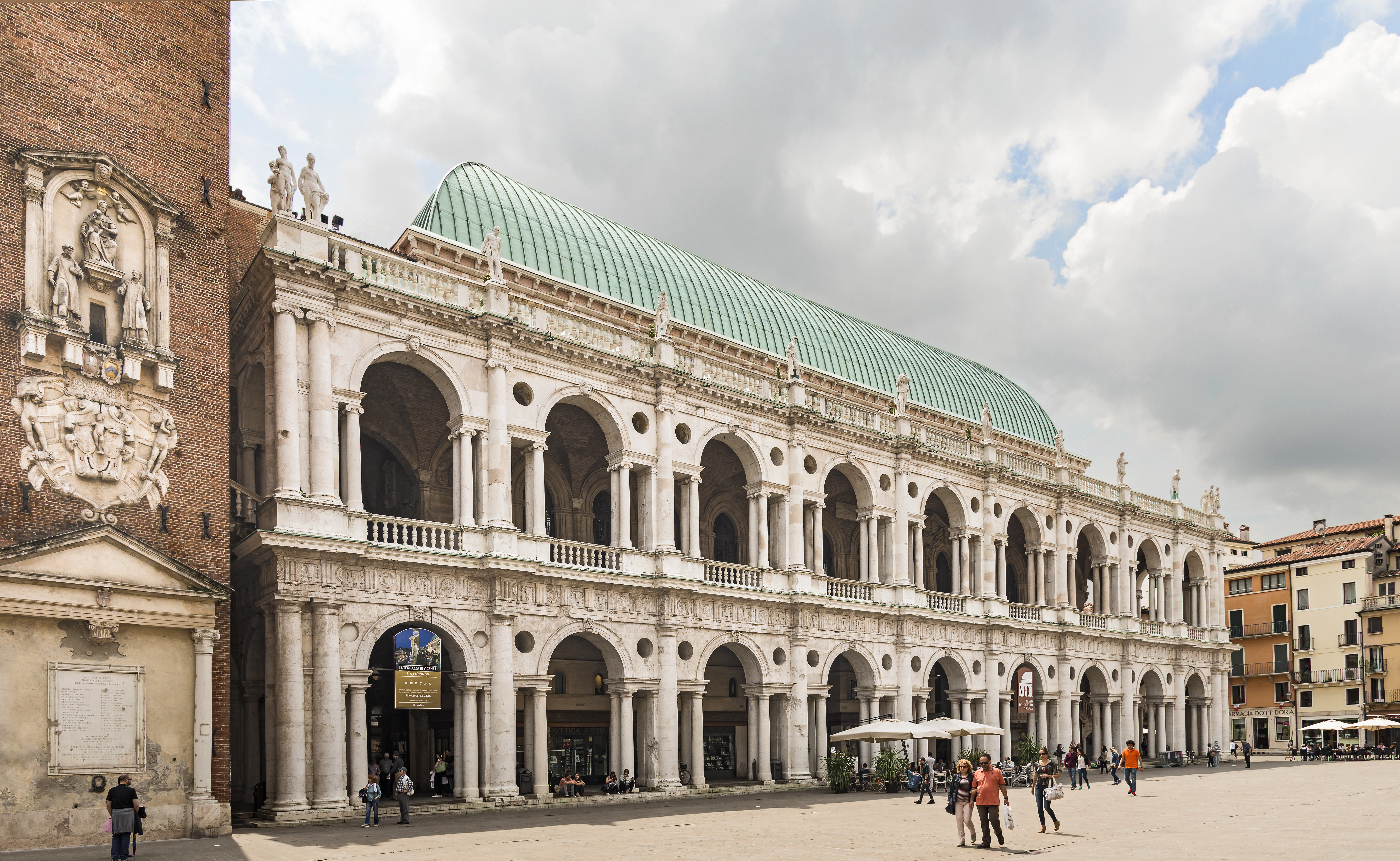
Basilica Palladiana
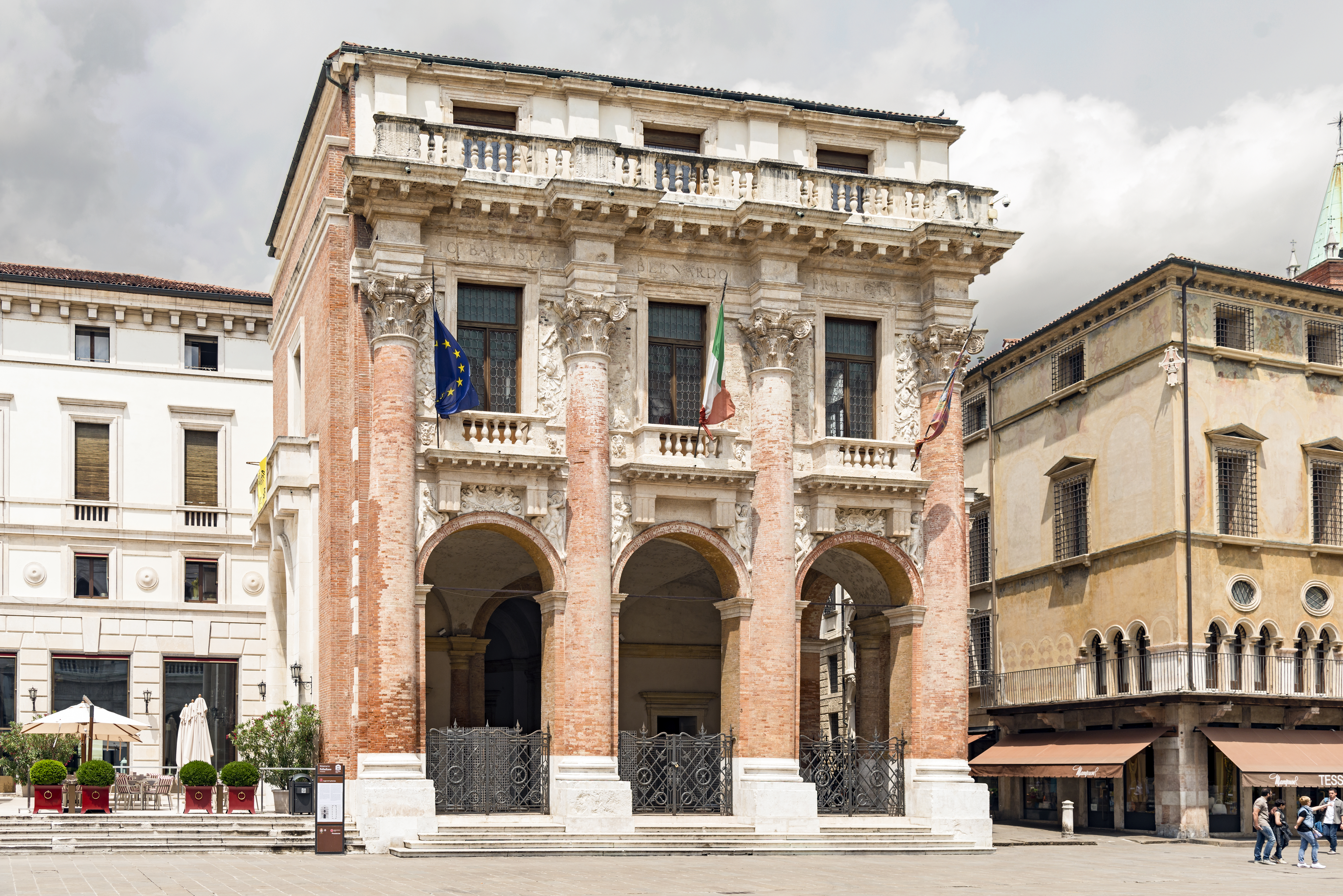
Palazzo del Capitanio
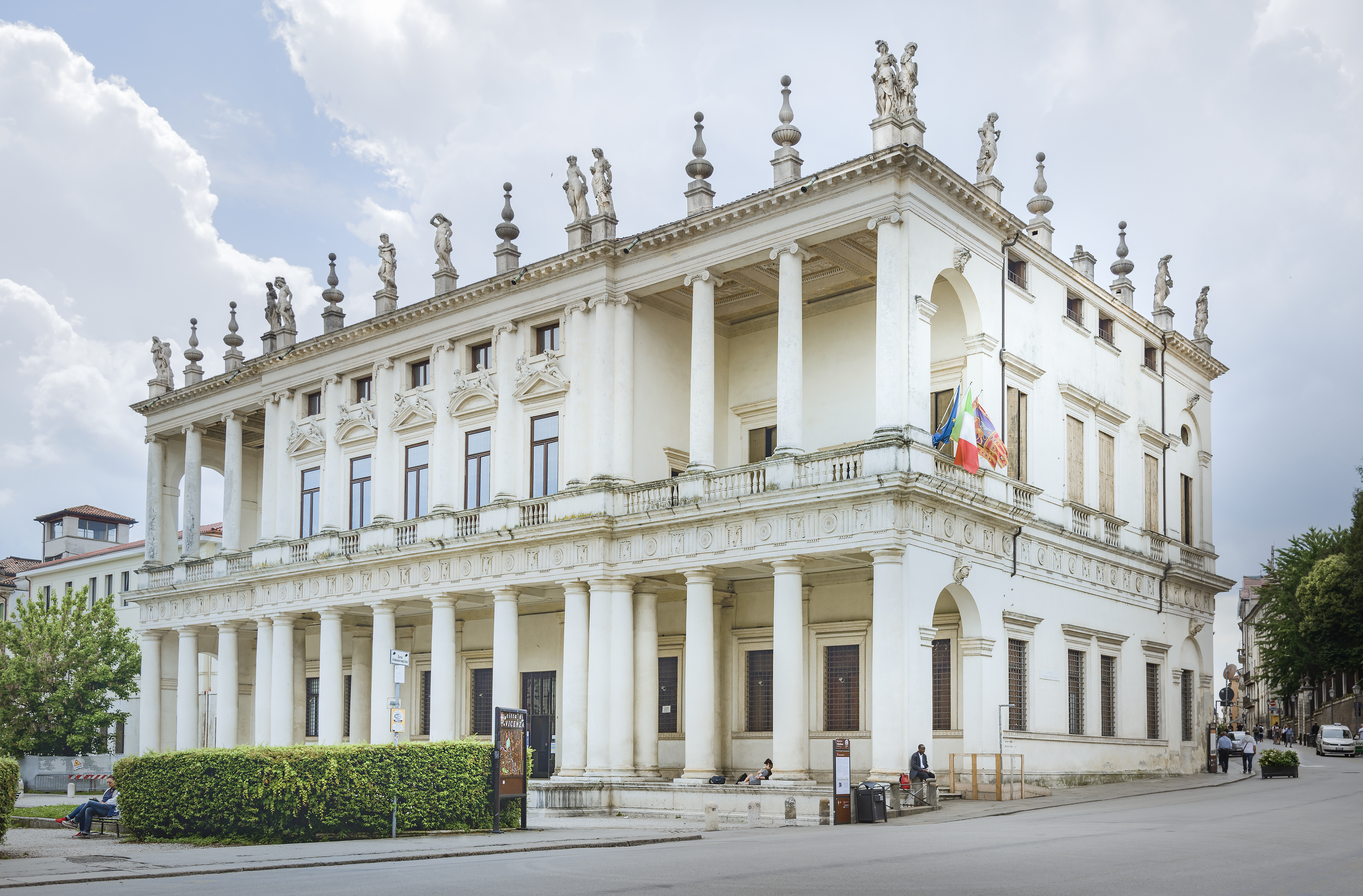
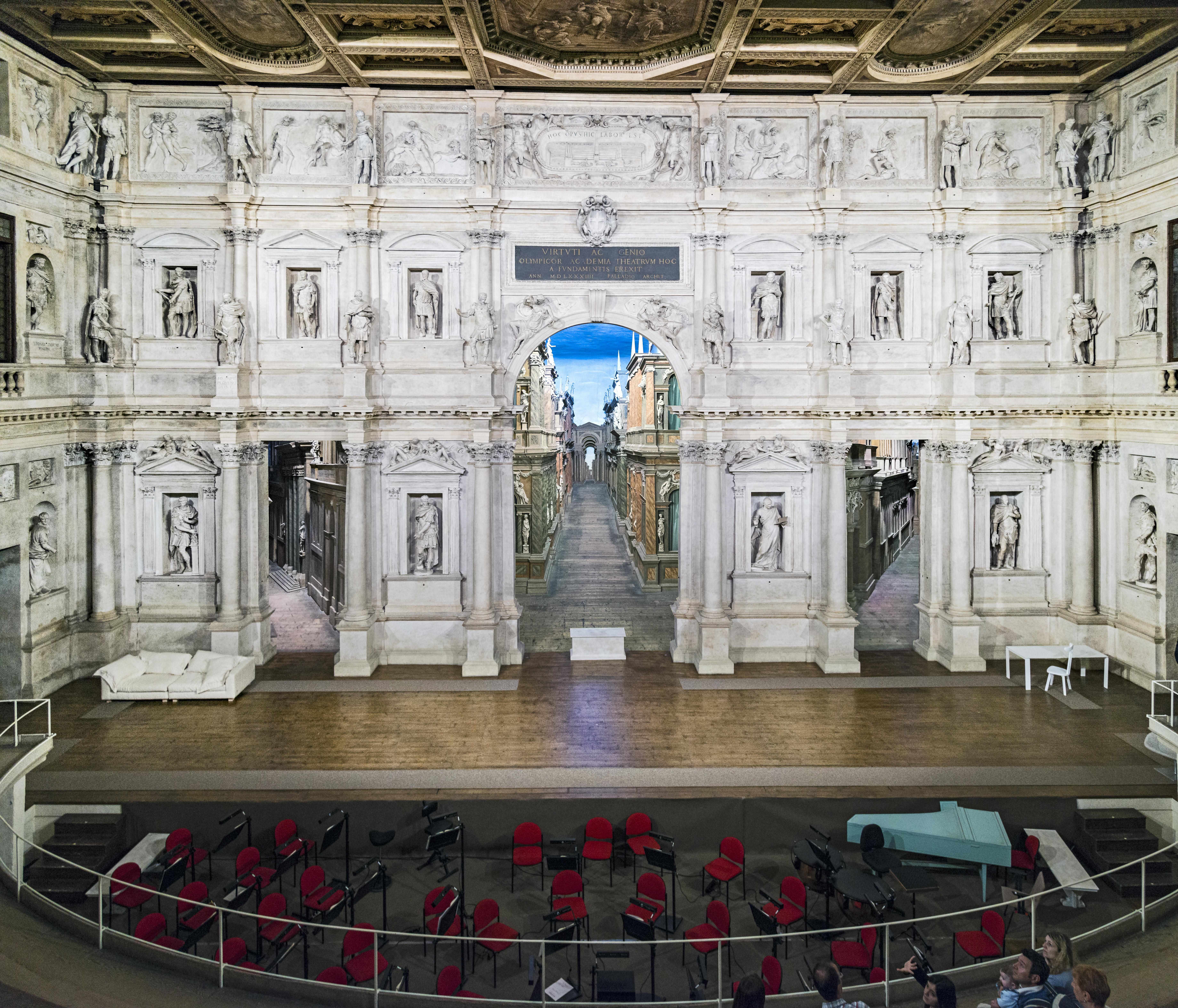
Teatro Olimpico
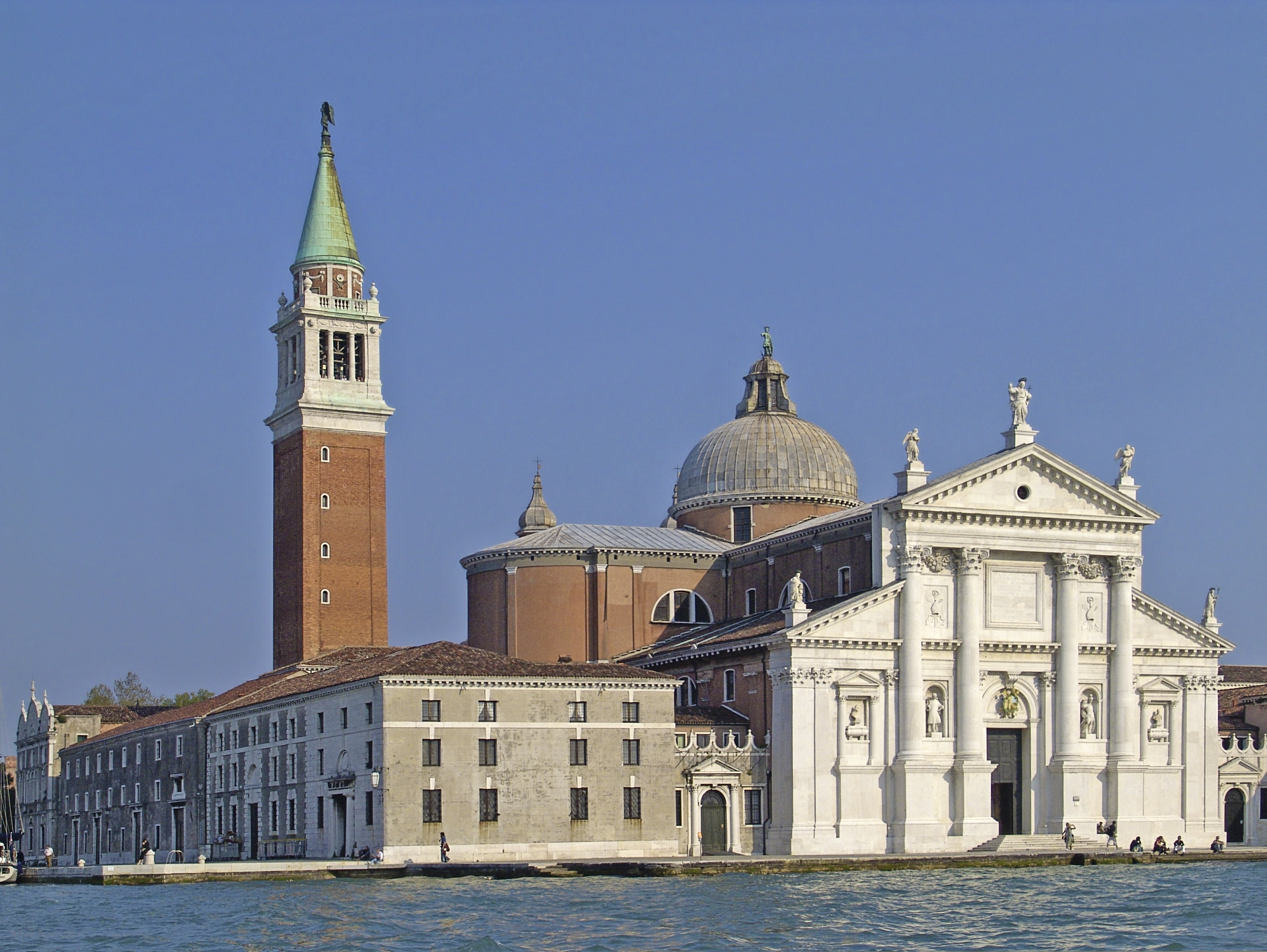
San Giorgio Maggiore